# Schmeisser MP 41
Die Schmeisser MP 41, auch Haenel-Schmeisser MP 41 genannt, war eine deutsche Maschinenpistole, die während des Zweiten Weltkriegs hergestellt wurde. Die Waffe wurde von Hugo Schmeisser entwickelt und von der Waffenfabrik C. G. Haenel in Suhl produziert. Der Großteil der Produktion wurde nach Rumänien exportiert. Ein Teil der Maschinenpistolen wurde von der Waffen-SS, der Polizei und vom Sicherheitsdienst der SS verwendet.

## Entwicklung und Verwendung
Das Aussehen der MP 41 lässt fälschlicherweise vermuten, dass es sich bei der Waffe um eine MP 40 mit hölzernem Schaft handelt. Der obere Teil der Waffe (Verschlussmechanismus, Verschlussgehäuse, und Rückholfeder) ist beinahe mit dem der MP 40 identisch, während der Abzugsmechanismus und der Schaft von der ebenfalls von Hugo Schmeisser entwickelten MP 28/2 übernommen wurden. Es ist nicht geklärt, warum während des Krieges wertvolle Produktionskapazitäten für die MP 41 genutzt wurden, obwohl die MP 40 grundsätzlich in deutlich größeren Stückzahlen produziert werden konnte. Es ist aber möglich, dass die MP 41 so konstruiert wurde, um ähnlich wie die Orita M1941 bedient werden zu können bzw. genauso auszusehen, weil die meisten MP 41-Maschinenpistolen nach Rumänien verkauft wurden. Außerdem könnte es sein, dass von der Produktion der MP 28/2 noch Fertigungsanlagen oder Ersatzteile existierten, die so genutzt werden konnten.
Neben der Verwendung in Rumänien wurde die MP 41 von der Waffen-SS, der Polizei und vom SD benutzt. Möglicherweise wurde die MP 41, wegen des enormen Waffenbedarfs während des Krieges, auch von der Wehrmacht verwendet. Darauf deutet auch der Abnahme-Stempel vom Heereswaffenamt hin, der auf einigen Exemplaren zu finden ist. Da der obere Teil dem der MP 40 entspricht ist dies aber kein sicherer Beweis. Der obere Teil der Waffe könnte den Stempel auch schon vor der Verwendung für die MP 41 als vermeintlich standardmäßigem MP40-Ersatzteil bekommen haben. Die MP 41 wurde nie offiziell von der Wehrmacht eingeführt.

## Konstruktion
Wie bereits erwähnt und oft fälschlicherweise behauptet, ist die Schmeisser MP 41 kein identischer Nachbau der MP 40, auch wenn viele Teile von der MP 40 übernommen wurden. Das Verschlussgehäuse und die teleskopartige Schließfeder wurden von der MP 40 übernommen. Der Verschluss ist beinahe identisch. Die Form des Verschlusses wurde minimal verändert, um den Unterbrecher-Mechanismus zu aktivieren, der im Einzelfeuer-Modus die einmalige Schussabgabe gewährleistet. Diese mechanische Veränderung war notwendig, weil die MP 40, im Gegensatz zur MP 41, keinen Einzelfeuer-Modus besitzt. Der Abzugsmechanismus und der Feuerwahl-Schieber über dem Abzugsbügel der MP 41 ist mit dem der MP 28/2 identisch. Drückt man den Feuerwahl-Schieber nach links, schießt die Waffe Dauerfeuer. Wenn sich der Schieber in der rechten Position befindet, schießt man im Einzelfeuer-Modus.
Die Schmeisser MP 41 ist ein zuschießender Rückstoßlader mit unverriegeltem Masseverschluss und für die Patrone  9 × 19 mm Para eingerichtet. Die Waffe wird mit denselben 32-Schuss-Stangenmagazinen wie die MP 40 geladen. Allerdings sind die Magazine mit „MP 41“ beschriftet. Als Zielvorrichtung dient ein Klappvisier, das für eine Distanz von 100 oder 200 Metern eingestellt werden kann. Die Mündungsgeschwindigkeit beträgt 365 Meter pro Sekunde, die maximale Einsatzschussweite 200 Meter. Die MP 41 soll im Gebrauch besser sein als die MP 40, obwohl die grundsätzliche Handhabung, Bedienung und der Aufbau der Waffen sehr ähnlich ist. Das ist auf den hölzernen Kolben der Waffe zurückzuführen, der das Schießen mit der MP 41 einfacher macht.
Die gesamte Stückzahl der MP 41 ist unbekannt. Es sind aber Exemplare mit einer höheren Seriennummer als 26.700 bekannt.